# Címerregiszter

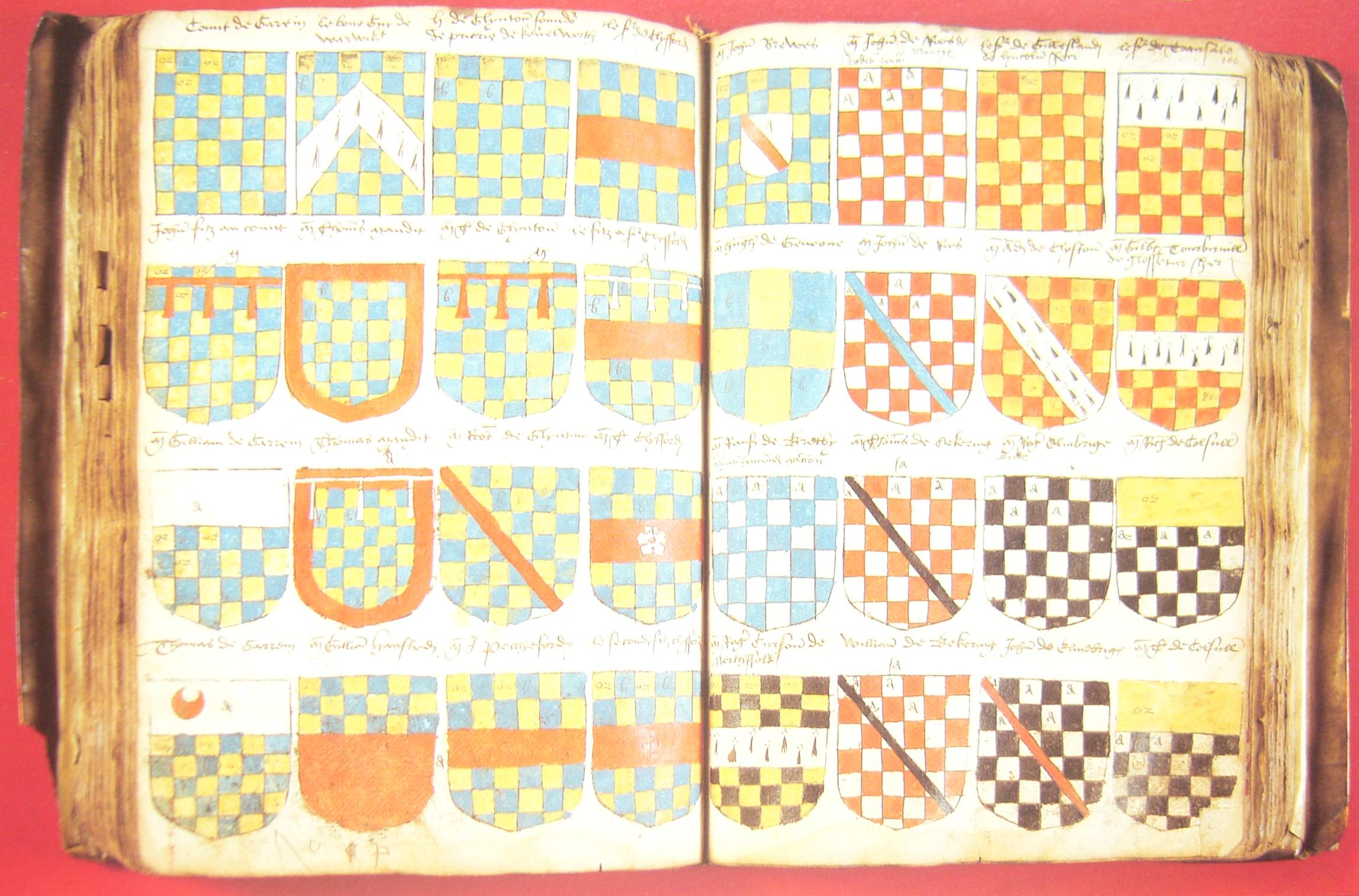
Sakkozott pajzsok a Flower's Ordinary (kb. 1520), angol címerregiszterből

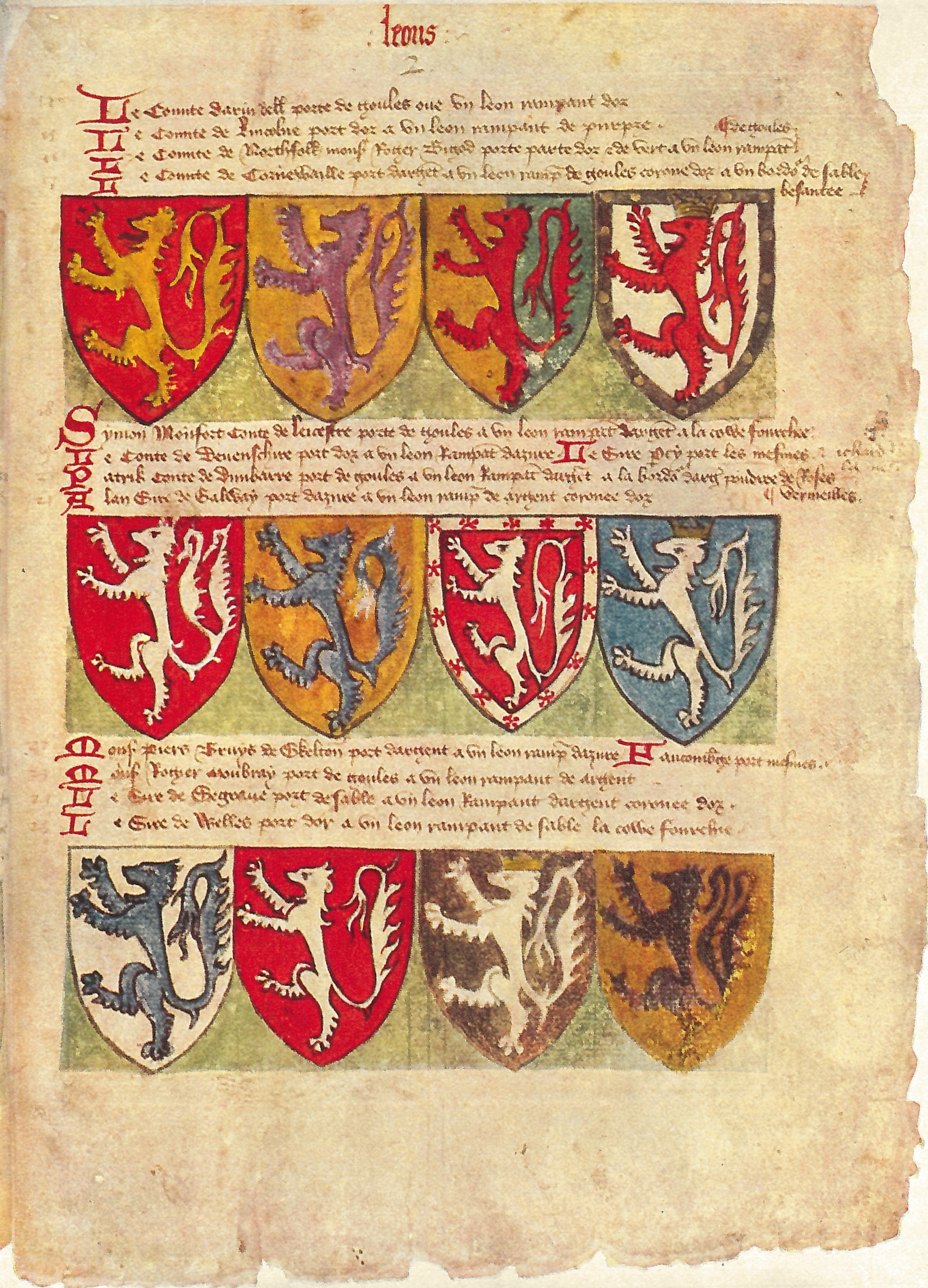
Jenyns címerregisztere

A címerregiszter a címerviselők neve és/vagy a címerábrák szerint csoportosított címergyűjtemény egy művön belül. Tágabb értelemben ide tartoznak azok a címergyűjtemények is, melyek a címerek nyilvántartását szolgálják, látszólagos rendszerezési elvek nélkül. Ide sorolhatók azon címergyűjtemények is, melyek a címerleírásban vagy a címerpajzson található fő címerábra, esetleg a címerviselők nevének alfabetikus rendje szerint rendszerezik a címereket.
Névváltozatok:

címerjegyzék

en: ordinary of arms, dictionary of arms, ordinary, fr: armorial, de: Wappenmatrikel, Wappensammlung

Rövidítések:
A címerjegyzékek általában a nemesi címerek kiállítására és nyilvántartására szolgáló központi jegyzékek voltak. Ilyen állami címerkönyvet először Franciaországban hoztak létre. Ez volt az Armorial Général 1615-ben. XIV. Lajos francia király (1643-1715) ediktuma minden családot arra kötelezett, hogy címerét jegyeztesse be a központi címerkönyvbe és fizesse meg az ezzel járó illetéket. Az 1709-es rendelet lényegi pontjait 1760-ban megváltoztatták, de az állami címernyilvántartás egészen az 1789-es forradalomig fennmaradt, amikor a központi címerhatóságot is feloszlatták.
Angliában már a 14. századtól léteztek tematikus címerregiszterek, az ordinary nevű címergyűjtemények, melyekben a heroldok a fő mesteralak (ordinary) szerint rendszerezték a címereket, hogy könnyebben tudják ellenőrizni, nem adtak-e már ki korábban olyan címert, amilyet újonnan szándékoztak megtervezni. A legrégibb ilyen címerregiszter az 1340 körül létrejött Cookes Ordinary.
A Német-római Birodalomban alig használták és csak nemesi címereket tartottak nyilván. A polgári címerek nyilvántartására és hitelesítésére csak a Szász Királyságban létesítettek egy állami hivatalt 1912 és 1918 között. Egyfajta címerregiszternek tekinthetők a magyar királyi könyvek is.
A 18-19. században hatalmas címergyűjteményeket állítottak össze, melyek szintén valamilyen rendszer szerint rendszerezték a címereket (a címerleírás fő címerábrája, a címerviselők neve stb. szerint). Ilyen Johann Baptiste Rietstap (1828-1891) Armorial général (Gouda, 1884-1887), holland heraldikus műve a maga közel 116 ezer címerleírásával a legnagyobb gyűjtemények közé tartozik. Belgiumban Theodore de Renesse gróf, a belga királyi heroldhivatal elnöke adott ki egy címerábrák szerint összeállított gyűjteményt mintegy 116 ezer címerrel (Dictionnaire des figures héraldiques. Bruxelles, 1894-1903).
Ekkoriban, főleg Angliában, több olyan címergyűjtemény (ordinary of arms, dictionary of arms, ordinary) is megjelent, melyek csak a címerek leírását tartalmazták, általában betűrendben. A legrégibb ordinaryt a Lyon Office (a skót herold hivatala) adta ki.  A legismertebb a John Woody Papworth által 1874-ben Londonban kiadott Ordinary of British Armorials, mely a címerek leírásából kiemeli a fő mesteralakot (ordinary) és ezeket alfabetikus sorba rendezi. A másik ilyen mű a Burke család (John Burke [1787-1848], Sir (John) Bernard Burke [1814-92] és Peter Ashworth Burke [1864-1919]) által összeállított General Armory (1. kiad. London, 1842), mely a címerleírásokat a címerviselők neve szerint csoportosítja. A Burke-féle címergyűjtemény minden olyan címert tartalmaz, melyre a szerkesztői kutatásaik során ráakadtak, függetlenül az érvényességére. Ezért jobban használható, mint a Papworth-féle címergyűjtemény. Ezeken kívül más címerregiszterek is ismertek, mint például a skót Alexander Nisbet (1657-1725) A system of heraldry, speculative and practical: with the true art of blazon (Edinburgh, 1772) című műve, és az ugyancsak skót Sir James Balfour Paul An Ordinary of Arms… (2. kiad. Edinburgh, 1903) című műve. A porosz nemesség alfabetikus jegyzékét rövid címerleírásokkal Leopold Ledebur adta ki.
A címerek rendszerezésének és meghatározásának is az egyik első kísérlete volt Wilhelm Rentzmann 1876-ban kiadott munkája, mely azonban nem heraldikai, hanem numizmatikai szempontok szerint készült. (Rentzmann, W.: Numismatische Wappen-Lexicon des Mittelalters und der Neuzeit. Staaten und Stästewappen. Berlin, 2. kiad. 1978)